# Públio Décio Mus (cônsul em 340 a.C.)
Públio Décio Mus (em latim: Publius Decius Mus) foi um político da gente Décia da República Romana, eleito cônsul em 340 a.C. com Tito Mânlio Imperioso Torquato. Ficou famoso pelo seu lendário sacrifício durante a Batalha do Vesúvio, no início da Segunda Guerra Latina.
Sua família era famosa por se sacrificar nos campos de batalha (devotio), como foi o caso de seu filho, Públio Décio Mus, cônsul quatro vezes entre 312 e 295 a.C., e seu neto, Públio Décio Mus, cônsul em 279 a.C..

## Primeiros anos
Décio é mencionado pela primeira vez em 352 a.C., quando foi designado um dos quinquêviros mensários (quinqueviri mensarii), que tinham por objetivo liquidar, em alguma medida, as dívidas dos cidadãos.
Em 343 a.C., serviu tribuno dos soldados sob o comando do cônsul Marco Valério Corvo Arvina na Primeira Guerra Samnita e, devido ao seu heroísmo na Batalha de Satícula, salvou o exército romano de um perigo iminente. Durante a marcha através dos passos de montanha de Sâmnio, o cônsul levou o seu exército a um vale rodeado pelo inimigo: a destruição parecia inevitável quando Décio se ofereceu, com os hastados e os príncipes da legião, que somavam um mil e seiscentos homens, para se apoderarem de uma elevação que dominava o caminho a partir de onde os samnitas visavam atacar o exército romano. Ali manteve-se, apesar dos esforços dos samnitas para o expulsar, enquanto o exército romano alcançava o cume da montanha. Na noite seguinte escapuliu-se através dos samnitas, que estavam acampados em torno dele, e reuniu-se com o cônsul romano, a quem convenceu para atacar o inimigo de surpresa. O resultado foi uma vitória brilhante e a captura de campo inimigo. O cônsul recompensou Décio com uma coroa de ouro, uma centena de bois e um magnífico touro branco de cornos dourados; o exército, com duas coroas de grama, uma honra concedida a um soldado que salvava um exército de um inimigo, e outra por salvar seus homens.

## Consulado (340 a.C.)

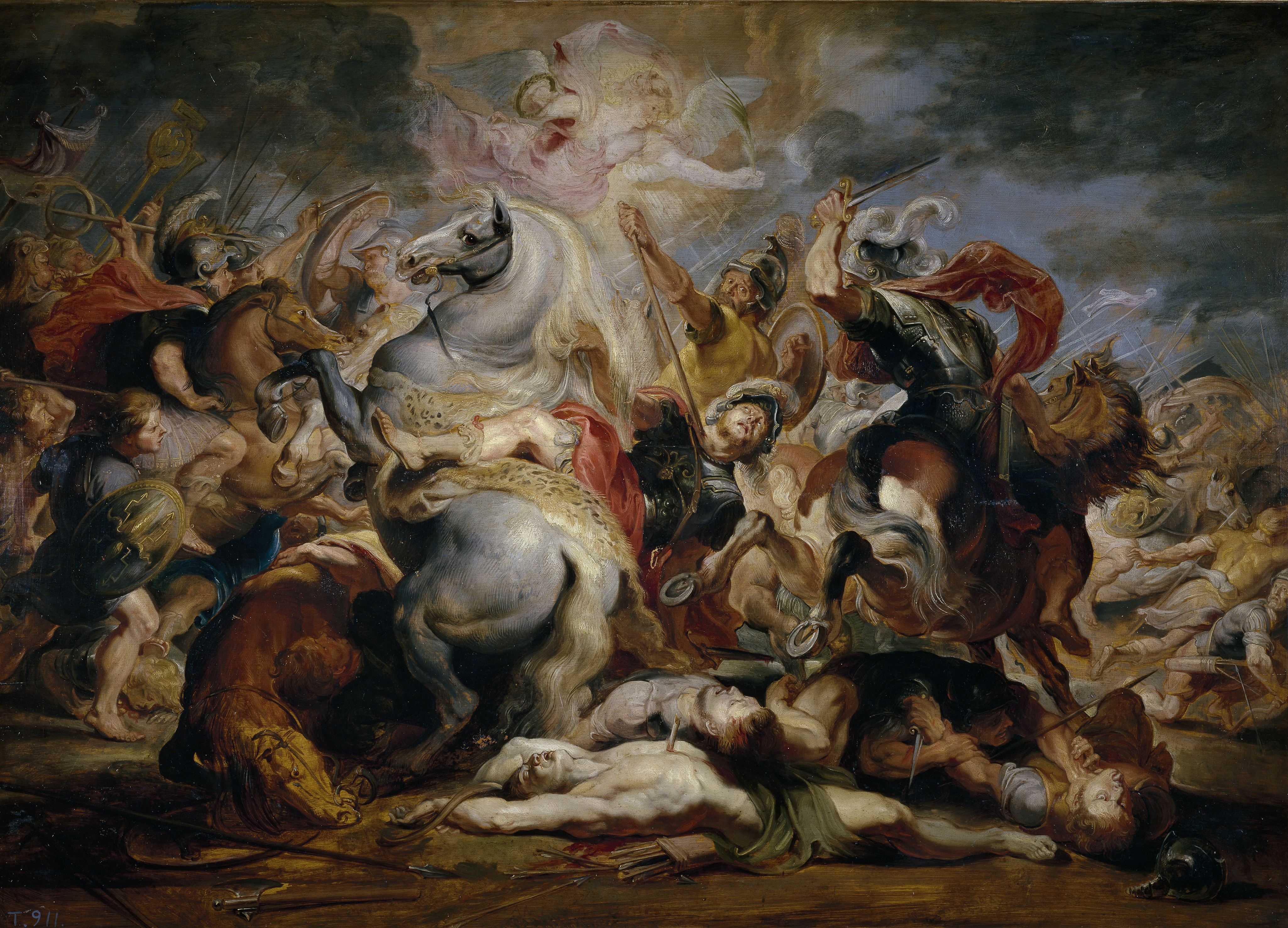
O Sacrifício de Décio Mus.
1616-7. Por Peter Paul Rubens, no Museu do Prado, em Madrid.

Alcançou o consulado em 340 a.C., com o seu colega Tito Mânlio Torquato. Neste ano começou a Segunda Guerra Latina, depois que a cidade recebeu uma delegação de membros da Liga Latina liderada pelo pretor latino Lúcio Ânio. Os latinos exigiam um status igual ao de Roma, incluindo senadores e um cônsul latino. Segundo Lívio, Lúcio Ânio teria blasfemado contra Júpiter e foi assassinado. Logo depois, o Senado votou pela guerra.

### Sacrifício de Públio Décio Mus
Os dois cônsules marcharam para o campo de combate, e quando estavam acampados frente ao inimigo perto de Cápua, apareceu-se uma visão na noite a cada cônsul, anunciando que um dos exércitos enfrentados, e o general do exército inimigo morreriam. Acordou-se então que o que comandasse a ala que começasse a fraquejar em combate devia consagrar-se a si mesmo e ao exército rival aos deuses Manes e à Mãe Terra, para atingir a vitória. Foi nesta campanha que um outro episódio lendário ocorreu, a condenação do filho de Torquato.
A batalha decisiva contra os latinos e campânios foi travada próxima a Suessa, aos pés do Vesúvio. Quando as tropas de Décio, que comandava a ala esquerda, começaram a ceder, ele decidiu cumprir a sua promessa. Chamou ao pontífice máximo, Marco Valério, e repetiu com ele as palavras pela qual se dedicava ele e o inimigo aos deuses da morte e, com a sua toga enrolada na cabeça, saltou sobre o seu cavalo, e levando o vestido de sacrifício (devotio), precipitou-se na parte mais forte da linha inimiga, onde foi morto. Tal é a história mais comum sobre a sua morte, mas outros relatam-na de um jeito diferente. Zonaras, afirma que ele foi morto sacrificado por um soldado romano.
Finalmente a ala direita romana, comandada por Mânlio Torquato, continha a reserva latina, e a ala esquerda, já recuperada e com o apoio dos samnitas federados, destroçaram as hostes inimigas de forma tão decisiva que não mais que uma quarta parte dos latinos pôde escapar.
| “ | «Como na época de meu pai, que engrandeceu nossa pátria e sua glória, também eu, pela vitória, consagro e entrego minha vida aos inimigos.» | ” |
|   | — Lúcio Ácio, Enéadas frag. 15. |   |

### Consequências
Os romanos foram vitoriosos sobre os latinos e campânios e anexaram o seu território; Mânlio Torquato celebrou um triunfo por esta vitória.

## Crítica histórica
O famosíssimo episódio de "devotio" fez com que, com o tempo, o mesmo gesto fosse atribuído também ao seu filho e ao seu neto, homônimos. Seu filho, Públio Décio Mus, morreu na Batalha de Sentino (312 a.C.), na Terceira Guerra Samnita, enquanto seu neto, Públio Décio Mus, foi derrotado por Pirro na Batalha de Ásculo (Ascoli Satriano) em 279 a.C..
Alguns historiadores modernos defendem que o única "devotio" real foi o ocorrida na Batalha de Ásculo enquanto que a narrada também pelo historiador romano Lívio durante a Terceira Guerra Samnita seria uma versão reelaborada com elementos lendários.